# Dybrzno (jezioro w powiecie łobeskim)
Dybrzno (potocznie Jezioro Miejskie) – jezioro leżące w granicach administracyjnych miasta Łobez w województwie zachodniopomorskim, oddalone od jego rogatek o około 1,5 km. Ma ono powierzchnię 8,23 hektara i występują tu takie gatunki ryb, jak płoć, szczupak, lin oraz okoń.
W bliskim sąsiedztwie jeziora przepływają rzeki: Rega oraz Brzeźnicka Węgorza.
W okolicy znajduje się również grodzisko słowiańskie. Blisko peryferyjnej dzielnicy Łobza, Świętoborca, zbudowane zostało kąpielisko z pomostem oraz polem namiotowym. Dybrzno znajduje się na terenie strefą ciszy.
Dybrzno w typologii rybackiej jest jeziorem linowo-szczupakowym.
Na wodach Dybrzna obowiązuje zakaz używania jednostek pływających z napędem spalinowym.

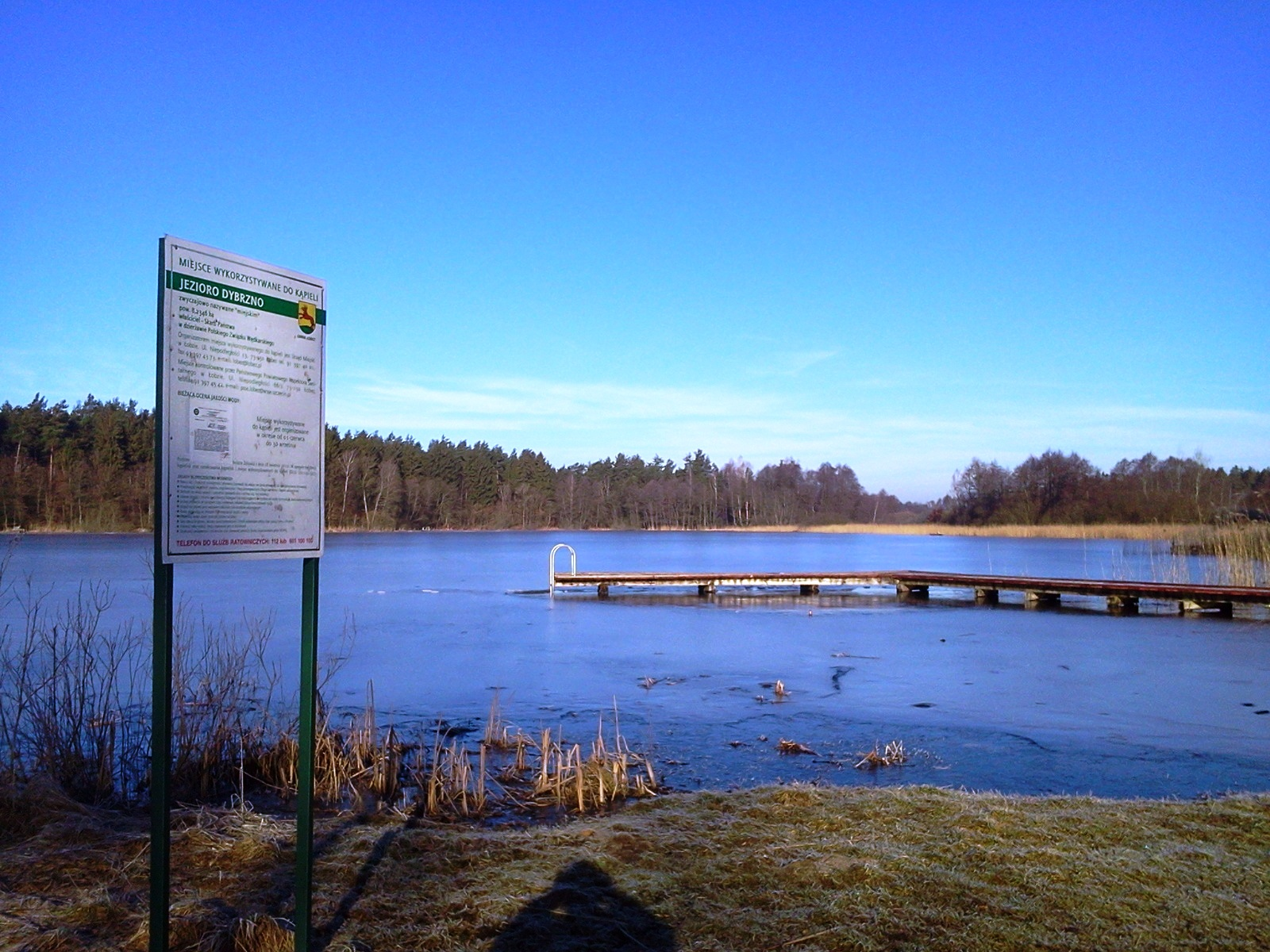
Jezioro Dybrzno (Miejskie)